# Vologases III da Armênia
Vologases III (em latim: Vologases; em armênio: Վաղարշ; romaniz.: Vałarš; m. 386), também referido como Valarsaces II (Վաղարշակ, Vałaršak), foi um príncipe arsácida que serviu como rei cliente do Império Romano no Reino da Armênia junto de seu irmão Ársaces III de 378 a 379. Era filho de Papa e Zarmanducte. Segundo Fausto, o Bizantino, foi entronizado em decorrência das ações de Manuel Mamicônio, mas segundo Moisés de Corene isso se deu por influência do imperador Teodósio I (r. 378–395).

## Nome
Valarsaces é a forma latina do armênio Valarxaque (*Վաղարշակ, *Vałaršak). Ferdinand Justi propôs que fosse um nome composto, formado por varəda, "força", e Ársaces, um nome típico entre os arsácidas, mas essa etimologia é improcedente. Na verdade, é formado por Valarxe (*Վաղարշ, *Vałarš) + o diminutivo armênio "-aque" (-ak), o que implica que o nome significa "Pequeno Valarxe". Valarxe deriva do parta Valagaxe (𐭅𐭋𐭂𐭔, Walagaš). A etimologia do nome não é clara, embora Ferdinand Justi proponha que Valagaxe seja um composto das palavras "força" (varəda) e "bonito" (gaš ou geš em persa moderno).
O nome foi atestado em persa novo como Balaxe (بلاش, Balāš), em persa médio como Vardaquexe (Wardāḫš) ou Valaquexe (Walāḫš), em árabe como Valaxe, Balaxe (بلاش, Valāš / Balāš) e Gulaxe (جولاش, Gulāš), em latim como Vologases, Vologeso (Vologaesus), Vologesso (Vologessus) ou Vologeses e em grego como Olagado (*Ολαγαδος, via gen. Ολαγαδου), Olagedo (*Ολαγαίδος, Olagaídos, via gen. Ολαγαίδου), Ologado (*Ολογαδος, via gen. Ολογαδου), Uologedo (Ουολόγαιδος, Ouológaidos), Uologeos (Ουολόγεος, Ouológeos), Vologeso (Ουολόγαισος, Ouológaisos), Vologido (Βολόγίδος, Vológídos), Vologedo (Βολόγεδος, Vológedos), Ualases (*Ουαλάσες, via gen. Ουαλάσου) ou Ualasses (*Ουαλάσσες, via gen. Ουαλάσσου)